# Фундація графа Станіслава Скарбека в Дроговижі
Фундація графа Станіслава Скарбека в Дроговижі

## Маєтності
У 1914 фундація володіла 
- земельна власність: Берездівці, Дроговиж, Гряда і Вілька Грядецька, Опори, Осталовичі, Рожнятів, Сможе, Климець, Куликів, Жаб'є, Жидачів,
- будівля театру,
- реальність Звєжинець Скарбек (колись називався Кортумівка) у Львові,
- будівлі закладу в Дроговижі,
- капітал у різних цінних паперах, грошові кошти та позики на активи фонду,
- Оборотні кошти готівкою.

В управлінні фундації Станіслава Скарбека була також окрема фундація графа Владислава Скарбека.